# Cây khế (truyện)
"Cây khế" là một đồng thoại phổ biến trong văn học dân gian Việt Nam từ giữa thế kỷ XX tới nay.

## Lịch sử
Tại Việt Nam, cho tới thời điểm 2020 vẫn chưa tìm ra thư tịch Hán Nôm nào chép truyện Cây khế. Cứ liệu sớm nhất và cũng phổ thông nhất nhắc đến truyền thuyết này là đoản thiên
Phượng hoàng đậu cây khế, trong quyển thượng Truyện cổ nước Nam, do tác giả Ôn Như Nguyễn Văn Ngọc san hành tại Hà Nội năm 1932.
Mãi tới thập niên 1960, trong quá trình tầm khảo cho bộ sách Kho tàng cổ tích Việt Nam (gồm thần tích, đồng thoại, tục ngữ, ca dao, vè...), tác giả Nguyễn Đổng Chi mới liệt kê thêm năm dị bản tương đối độc lập với truyện Ôn Như.
Nhưng tựu trung, nhóm huyền tích này đều tuân thủ chủ đề "ơn đền oán trả", thi pháp áp dụng nguyên lý vàng quan hệ tam giác. Mà trong đó, chi tiết "ăn khế trả vàng" (hay lời hứa long trọng) nằm ở vị trí trọng tâm sự tương hỗ này, các chủ thể ABC đối thoại với nhau bằng nguyên tắc ấy.
| Anh [B] ──────✧────── Thần điểu [A] ──────✧────── Em [C] |

Cuối thập niên 1970, trong nỗ lực thống nhất sách giáo khoa đôi miền, nhóm chuyên viên Bộ Giáo Dục đã tiến hành "ghép" hai văn bản (bấy giờ được nhận định là có thi pháp dễ hiểu nhất với lứa tuổi học trò) Ôn Như và Đổng Chi thành huyền tích thứ bảy. Từ đó tới nay, đây được coi là bản truyện chính thức và phổ thông nhất trong tiềm thức người Việt Nam hiện đại.

## Huyền sử
1. Nhân vị tài tử, điểu vị thực vong (人為財死，鳥為食亡)
Thành ngữ kèm giảng nghĩa và điển tích được chép trong sách Tăng quảng hiền văn thời thịnh Minh, về sau Thiếu Niên tạp chí và sách Quan tràng duy tân ký (cùng năm 1956 tại Cộng hòa Nhân dân Trung Hoa) bổ khuyết.
Hai anh em tranh đụn lúa khổng lồ tự dưng sinh sôi giữa đồng. Chim ưng trả ơn người em bằng cách cõng ra đảo ngọc, còn người anh cũng đi lấy của nhưng vì chở nặng quá nên chết đuối dưới biển, phần chim cũng bị mặt trời thiêu chết vì phơi mình quá lâu ngoài nắng.
2. Nhân tham tài nhi tử, điểu tham thực nhi vong (人貪財而死，鳥貪食而亡)
Bản chính truyện của nghiên cứu gia Nguyễn Đổng Chi, chép theo lời kể của người Nam Kỳ, nhưng trong thực tế là phỏng theo cố sự Trung Hoa.
3. Cây khế
Bản phó truyện mà tác gia Nguyễn Đổng Chi ghi theo lời kể của người Bắc Kỳ, in trên một tạp chí Hà Nội năm 1910.
Chim quạ tới nhà người em ăn khế, rồi dặn "Ăn một quả, trả cục vàng, may túi ba gang, mang đi mà đựng". Người em được chim chở ra đảo lấy vàng, còn người anh tham nặng nên ngã xuống biển chết đuối. Phượng hoàng liền bay đi mất.
4. Cây ổi
Bản phó truyện tác gia Nguyễn Đổng Chi chép theo lời kể dân gian Bắc Bộ thập niên 1950.
Người anh sẵn có tính ác nên trong lòng chứa toàn nọc độc. Sau khi biết em được Quạ trả vàng, y mua lại gốc ổi của em với giá hời. Kết cuộc, khi chở vàng về, người anh mang nặng nên "rơi xuống đất tan xác, ruột gan lòi cả ra ngoài. Chim thấy ruột người, xuống rỉa ăn kỳ hết. Ăn xong nọc độc thấm vào, chim ngã lăn ra chết nốt".
5. Người tham vỡ bụng
Bản phó truyện tác gia Nguyễn Đổng Chi chép theo lời kể của người Hmong rẻo cao, có lẽ cũng chịu ảnh hưởng từ điển tích Trung Hoa.
Người anh chiếm hết gia tài, người em khổ quá bèn xin chị dâu nắm ngô giống về phát nương. Nhưng chị dâu lén rang hột chín tới rồi mới cho, thành ra trỉa mãi mà ngô chẳng mọc. Có tiên ông thương tình, bèn dặn người em nhặt thóc lép về đùn lại, quả nhiên từ mặt đất có ba cây lúa trồi lên, hột nào cũng to như cái chĩnh. Bỗng đâu có con chim khổng lồ tới quắp hết hột đi mất, người em phải bổ đi tìm. Đến một động tiên thì tiên bà là chủ chim đền cái cối tí hon, hễ cầu thì cối xay ra toàn lúa ngô giống chắc mẩy. Từ đó người em thành hào phú nhất vùng.
Vợ chồng người anh ướm nhời mượn cối, người em cho. Nhưng lúc này cối tuôn toàn rắn rết, người anh quẳng xuống suối vỡ tan. Người em lại nhặt cối (đã mọc thành cây) về đục thành máng, hễ đổ cám vào thì lợn ăn lớn chắc mập. Người anh lại hỏi mượn, nhưng lợn nhà y ăn vào thì chết, bèn đốt. Người em bèn sang lấy củi cháy dở về đẽo lược, chải tới đâu thì đầu bóng mỡ tới đấy. Người anh lại mượn, nhưng hễ chải thì rụng tóc tới mức trốc đầu ngứa ngáy, lại đốt.
Ở đống rấm trồi lên hột đậu, người em liền lấy nuốt. Lúc đi tiêu, chỗ ấy mọc lên rừng đậu tươi xanh bời bời. Vợ chồng người anh lén ra hái trộm, nhưng vừa bỏ mồm thì đậu trương lên khiến cả hai vỡ bụng mà chết.
6. Quạ đậu cây khế
Tác giả Ôn Như Nguyễn Văn Ngọc soạn lại bài báo năm 1910.
Bầy quạ trả ơn người em bằng cách há mỏ nhả ra một hột khế. Hột mọc thành cây có hoa bằng bạc, quả bằng vàng. Từ đó người em trở nên giàu có.
Người anh bèn xin đổi ruộng vườn lấy cây khế. Nhưng đợi mãi chẳng thấy quạ đâu, toàn là quạ đen quạ khoang tới rỉa điếc tai "xấu hổ, xấu hổ".
7. Ăn khế trả vàng
Nhóm chuyên viên Bộ Giáo Dục soạn lại bản truyện số 3 và 6, chỉ thêm chi tiết người anh may túi 12 gang. Văn bản này được đưa vào cuốn Truyện đọc lớp 5 cấp tiểu học, Nhà xuất bản Giáo Dục ấn hành.
Tuy nhiên, ở cuốn tranh truyện đọc thêm cũng do NXB Giáo Dục trình bày, phát hành song song với Truyện đọc, chi tiết cuối kể rằng phượng hoàng nghiêng cánh vì chở nặng quá, sau rốt cũng ngã xuống biển và mang theo người anh cùng chìm.

## Văn hóa

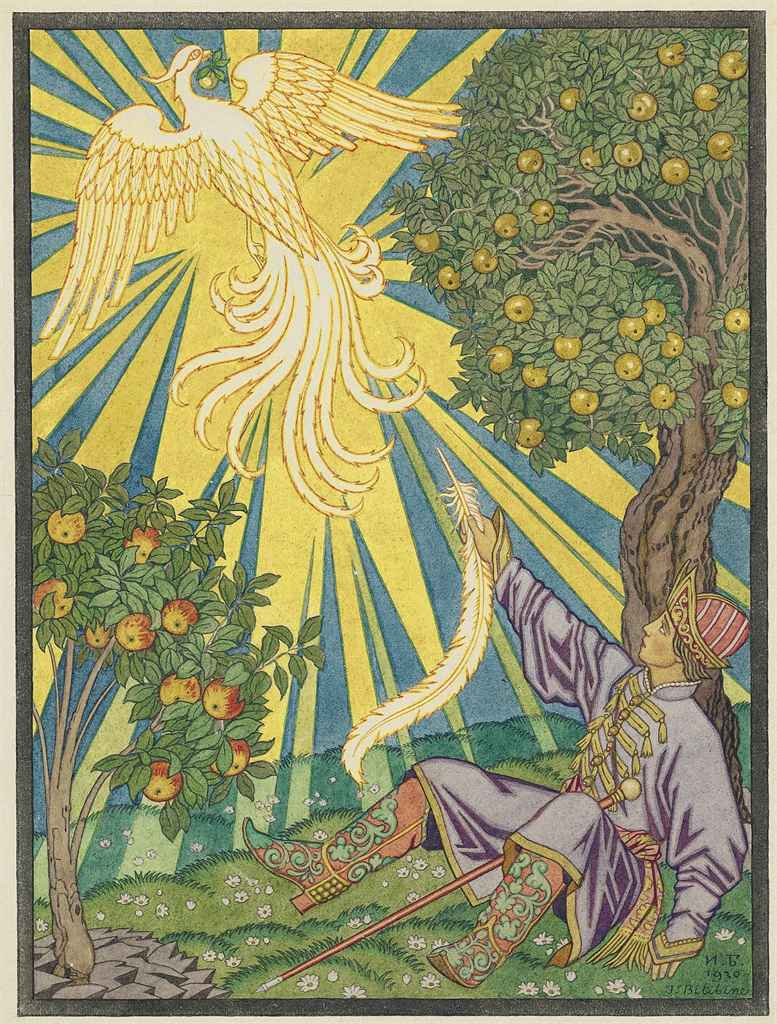
Hoàng tử Ivan tóm được phượng vĩ.

Trong bộ tứ điển tích Hỏa điểu (Жар-птица) của nghiên cứu gia Aleksandr Nikolayevich Afanasyev, san hành năm 1873 tại Moskva, có đoản thiên Truyện hoàng tử Ivan, con chim lửa và con sói xám (Сказка об Иване-царевиче, Жар-птице и о Сером-волке) cho tới thời điểm 2020 vẫn là văn bản gần gũi nhất với nhóm huyền tích Cây khế. Tuy nhiên, theo giới phê bình Tô Liên, tác gia cũng chỉ bổ khuyết một thần tích Đông Slav, mà có lẽ liên đới văn hóa Tungus trung đại.
Truyền rằng, ở thượng uyển có cây táo trĩu quả, đêm nào cũng có con chim tỏa ánh lửa tới ăn trộm. Hoàng tử Ivan bèn làm chiếc lồng vàng chụp nó vào (để đỡ bỏng). Lúc bị nhốt, chim thường hót và từ mỏ tuôn ra trân châu mã não (ngầm chỉ hỏa điểu sống ở đảo Buyan), hễ ai đang bịnh mà nghe tiếng chim hót thì lành. Sau đó chàng Ivan được chim lửa đền chiếc thảm thần để phiêu lưu khắp thế gian tìm mĩ nhân Vasilisa. Trải qua bao phen thử thách, cuối cùng hoàng tử Ivan diệt được hung thần Koshchey, cứu công chúa đang bị giam. Chàng lại đem chiếc lông hỏa điểu xua mây mù và băng giá, đem mùa xuân về đất Bắc.
Cũng theo tham luận của A. N. Afanasyev, "phượng hoàng" là tượng trưng quang năng (lửa, dung nham, mặt trời...), cũng là biểu hiện sự tuần hoàn tái sinh. Vì thế, chủ đề câu truyện phượng hoàng trả ơn là sự vận động của tự nhiên. Mà nhân loại là một thành tố tự nhiên, phải vận dụng sức cần lao để theo kịp cái chu kỳ đó chứ không thể ỷ lại.
Trong thế giới quan Trung Hoa, hình tượng phượng hoàng đậu cây ăn trái là biểu hiện cho sự sung túc và tráng kiện, ứng chữ "phúc". Từ thời Hán đã quy phượng hoàng cho phẩm cách quý tộc, nhan sắc, lòng trung trinh bác ái, và hạnh phúc gia đình, bởi năm màu trên lông tương ứng ngũ hành - biểu tượng vũ trụ biến thiên. Từ các triều đại sau, phẩm cách loài chim này cũng được coi là bản chất học thuật và văn nghệ Á Đông.